# Aragominas
Aragominas este un oraș în Tocantins (TO), Brazilia. 